# PANJA
PANJA（パンジャ）は、日本で刊行されていた月刊誌。

## 概要
1994年8月に扶桑社から創刊。創刊号には小沢一郎と小林よしのりの対談が掲載される。
1996年6月まで刊行されていた。
谷口ジローの『孤独のグルメ』は1994年から1996年までPANJAで連載されていた。
渡邊直樹 (編集者)が創刊していた。

### 連載
- 谷口ジロー 『孤独のグルメ』
- 小林よしのり 『ザ・カリスマンガ 聖人列伝』
- 岡野玲子 『妖魅変成夜話』
- 桃吐マキル 『大江戸朱里』
- 武田麻弓 『ろうあのヘルス嬢、豹ちゃんのジェットコースター・ライフ』